# Honky Tonk Train Blues
Honky Tonk Train Blues è un pezzo boogie-woogie per pianoforte del compositore statunitense Meade Lux Lewis.

## Storia
È un pezzo che ha fatto la storia del boogie-woogie e del jazz. Molti artisti lo hanno reinterpretato e arrangiato. Fra questi arrangiamenti una delle cover più famose è quella di Keith Emerson degli Emerson, Lake & Palmer, che conobbe un successo strepitoso in Italia nei primi mesi del 1977, quando fu utilizzata come sigla del programma televisivo Odeon. Tutto quanto fa spettacolo su Rai 2, creato dai giornalisti Brando Giordani ed Emilio Ravel. Spesso sono stati fatti arrangiamenti per big band.
La versione originale del 1927 è incisa su dischi Paramount per l'America e Parlophon per l'Europa.

## Stile
Le circostanze tecnico-musicali di questo celeberrimo brano concepiscono la spinta fisica del ritmo motore che distrugge qualsiasi tentativo di linea melodica e, vivendo per se stesso nel momento presente, diventa una specie di isterismo. Il che accade spesso nei pezzi ispirati al treno, fra cui il più celebre e anche più impressionante è proprio Honky Tonk Train Blues di Meade Lux Lewis. L'ossessione del nero per la ferrovia era diventata un mito del XX secolo. Il treno –potente in testa e serpentino nel suo snodarsi apriva e violentava la natura selvaggia americana. Pur rappresentando una serie infinita di partenze, c'era sempre la speranza che si potesse alla fine arrivare in un posto meraviglioso. Lo stesso nero lavorava alla strada ferrata, e viaggiava regolarmente o come clandestino; in ogni caso si trattava di un viaggiatore spinto dalle necessità economiche, che si muoveva perché ben poco lo teneva fermo. In Honky Tonk Train Blues la spinta delle triadi massicce della mano sinistra genera uno slancio enorme, accresciuto dai ritmi incrociati fantasticamente complessi (benché naturalmente intuitivi) della mano destra. L'energia congiunta dei ritmi risulta vigorosamente sensuale; 

## Esecuzioni
- 2017 - Ludwig Seuss and The Boogie Men nell'album omonimo (Solid Pack Records, 092), pubblicato in Germania.